# Палмер, Джон
Джон Маколей Палмер (Джон Маколи Памер, англ. John McAuley Palmer; 13 сентября 1817 — 25 сентября 1900) — американский офицер и политический деятель, генерал армии Союза во время гражданской войны и 15-й губернатор штата Иллинойс. Кандидат от национальных демократов на президентских выборах 1896 года. Сторонник системы золотого стандарта и свободы торговли.

## Взгляды
Палмер несколько раз менял партийную принадлежность. Ему пришлось быть демократом, республиканцем, либеральным республиканцем, затем снова демократом и наконец «бурбонным демократом». «У меня есть свои взгляды, — говорил он, — и я не служу никакой партии».

## Президентские выборы
Принял участие в президентских выборах 1896 года, но не получил ни одного выборщика.